# Konstantin Nowosiołow
Konstantin Siergiejewicz Nowosiołow, ros. Константин Сергеевич Новосёлов (ur. 23 sierpnia 1974 w Niżnym Tagile) – rosyjski fizyk, laureat Nagrody Nobla w dziedzinie fizyki.

## Życiorys
Jego ojciec jest inżynierem, matka – nauczycielką. W 1990 i 1991 był uczestnikiem wszechzwiązkowych olimpiad: fizycznej i matematycznej. W 1991 po ukończeniu liceum rozpoczął studia w Moskiewskim Instytucie Fizyczno-Technicznym. Studia na tej uczelni, na wydziale elektroniki fizycznej i kwantowej, na kierunku mikroelektroniki ukończył z wyróżnieniem w 1997. Następnie przez dwa lata pracował w Czernogołowce w Instytucie problemów technologii mikroelektronicznych Rosyjskiej Akademii Nauk. Był doktorantem w tym instytucie.
W 1999 wyjechał do Holandii, gdzie został asystentem Andrieja Gejma na uniwersytecie w Nijmegen. W 2001 obaj uczeni przenieśli się na uniwersytet w Manchesterze. W 2004 obronił pracę doktorską. Zajmuje się badaniami w dziedzinie fizyki mezoskopowej oraz nanotechnologii. Laureat Nagrody Nobla w 2010 roku, zdobytej wraz z Gejmem za kluczowe eksperymenty z grafenem.
Mieszka w Manchesterze, ma podwójne obywatelstwo: rosyjskie i brytyjskie.